# Матч всех звёзд НХЛ 1956
10-й матч матч всех звёзд НХЛ прошел 9 октября 1956 года в Монреаль.
На гол Мориса Ришара при игре в большинстве, «звезды» ответили шайбой Теда Линдсея. Для Линдсей этот гол стал пятым в играх «Олл Старс».